# François-Xavier Ortoli
François-Xavier Ortoli (ur. 16 lutego 1925 w Ajaccio, zm. 30 listopada 2007 w Paryżu) – francuski polityk i urzędnik państwowy, minister, członek Komisji Europejskiej i jej przewodniczący w latach 1973–1977.

## Życiorys
Syn urzędnika kolonialnego. Studiował prawo w Hanoi, następnie ukończył École nationale d’administration w Paryżu. W 1948 uzyskał kwalifikacje inspektora finansów. Pracował w administracji publicznej, m.in. w gabinetach ministrów informacji i gospodarki. Kierował też departamentem polityki handlowej w resorcie gospodarki. W 1958 został dyrektorem generalnym w dyrekcji rynku wewnętrznego Komisji Europejskiej Wspólnoty Gospodarczej, a w 1961 sekretarzem generalnym międzyresortowego komitetu ds. EWG. W latach 1962–1966 pełnił funkcję dyrektora gabinetu premiera Georges’a Pompidou, a od 1966 do 1967 był głównym komisarzem ds. planowania.
Związany z Unią Demokratów na rzecz Republiki, z jej ramienia w 1968 wykonywał mandat posła do Zgromadzenia Narodowego. W latach 1969–1975 był radnym departamentu Nord. W latach 1968–1972 wchodził w skład rządów, którymi kierowali kolejno Georges Pompidou, Maurice Couve de Murville i Jacques Chaban-Delmas. Sprawował urzędy ministra zaopatrzenia i mieszkalnictwa (1967–1968), ministra edukacji (1968), gospodarki i finansów (1968–1969) oraz ministra rozwoju przemysłu i nauki (1969–1972).
Od stycznia 1973 do stycznia 1977 był przewodniczącym Komisji Europejskiej (wówczas funkcjonującej jako Komisja Wspólnot Europejskich). Później do stycznia 1985 pełnił funkcję wiceprzewodniczącego komisji Roya Jenkinsa i Gastona Thorna. W latach 1984–1990 zajmował stanowisko prezesa koncernu petrochemicznego Compagnie française des pétroles.

## Odznaczenia
- Legia Honorowa II klasy (2000)[5]
- Order Narodowy Zasługi II klasy (1995)[6]